# Brzesko Pomorskie
Brzesko Pomorskie – zlikwidowany przystanek kolejowy w Brzesku na linii kolejowej Pyrzyce – Brzesko Pomorskie, w województwie zachodniopomorskim.